# Соммерс, Эрик
Эрик Соммерс (англ. Erik Sommers) — американский телесценарист, телепродюсер и сценарист.

## Карьера
Эрик Соммерс начал свою карьеру в качестве персонала производства в сериале «Буйно помешанный Старк».
Работая сценаристом в мультсериале «Американский папаша!», он встретил Криса Маккенну, который стал его сценарным партнёром. Вместе они с тех пор написали сценарии для фильмов «Лего Фильм: Бэтмен», «Человек-паук: Возвращение домой» и его продолжение, «Вдали от дома», «Джуманджи: Зов джунглей» и «Человек-муравей и Оса».

## Фильмография

### Телевидение
| Год       | Сериал                 | Указание | Примечания                                                                                              |
| --------- | ---------------------- | --- | --- |
| 1999      | Буйно помешанный Старк | Персонал производства | |
| 2002      | Кролик Грег            | Ассистент сценаристов | |
| 2002–2003 | 3-South                | Штатный сценарист и сценарист                                                                                                | |
| 2003–2004 | Говорящие куклы        | Сценарист | |
| 2004–2007 | Мультреалити           | Исполнительный редактор сюжета, сценарист, co-продюсер и продюсер                                                            | |
| 2008      | Atom TV                | Сценарист и исполнительный продюсер                                                                                          | |
| 2008–2013 | Американский папаша!   | Исполнительный редактор сюжета, сценарист, актёр, co-продюсер, продюсер, рукаводящий продюсер and co-исполнительный продюсер | Номинация–Прайм-таймовая премия «Эмми» за лучшую анимационную программу («Горячая ванна»)               |
| 2012–2013 | Счастливый конец       | Сценарист и соисполнительный продюсер                                                                                        | |
| 2014      | Сообщество             | Сценарист и соисполнительный продюсер                                                                                        | Номинация–Online Film & Television Association Television Award за лучший сценарий в комедийном сериале |
| 2014–2015 | Выходи за меня         | Сценарист и соисполнительный продюсер                                                                                        | |
| 2015–2016 | Доктор Кен             | Сценарист и продюсер-консультант                                                                                             | |

### Кино
| Год  | Фильм                               | Указание  | Примечания | Примечания |
| ---- | ----------------------------------- | --------- | --- | ---------- |
| 2017 | Лего Фильм: Бэтмен                  | Сценарист | Соавтор сценария с Крисом МакКенной, Сетом Грэмом-Смитом, Джаредом Штерном и Джоном Уиттингтоном                         | [ 4 ]      |
| 2017 | Человек-паук: Возвращение домой     | Сценарист | Соавтор сценария с Крисом МакКенной, Джонатаном Голдштейном, Джоном Фрэнсисом Дейли, Джоном Уоттсом и Кристофером Фордом | [ 5 ]      |
| 2017 | Джуманджи: Зов джунглей             | Сценарист | Соавтор сценария с Крисом МакКенной, Скоттом Розенбергом и Джеффом Пинкнером                                             | [ 6 ]      |
| 2018 | Человек-муравей и Оса               | Сценарист | Соавтор с Крисом МакКенной, Полом Раддом, Эндрю Баррером и Гэбриелем Феррари                                             | [ 7 ]      |
| 2019 | Человек-паук: Вдали от дома         | Сценарист | Соавтор с Крисом МакКенной                                                                                               | [ 8 ]      |
| 2021 | Человек-паук: Нет пути домой        | Сценарист | Соавтор с Крисом МакКенной                                                                                               | [ 9 ]      |
| 2026 | Человек-паук: Совершенно новый день | Сценарист | Соавтор с Крисом МакКенной                                                                                               |            |